# 达木确·雅仁皮勒
达木确·雅仁皮勒（1740年—1856年）蒙古族，清朝外蒙古人，第三世（不计追认）迪鲁瓦活佛。

## 生平
清朝乾隆五年（1740年）生于外蒙古一个叫丹金格勒格的沙毕家中。后来，他被认定为二世迪鲁瓦活佛的转世。自其开始，迪鲁瓦活佛系统由内蒙古转到了外蒙古。
一世迪鲁瓦活佛在世期间，那鲁班禅活佛乃其弟子，后来那鲁班禅活佛转世至外蒙古，在外蒙古修建了自己的寺院那鲁班禅寺。第三世迪鲁瓦活佛转世来到外蒙古后，那鲁班禅活佛基于双方前辈间的师徒感情，便请第三世迪鲁瓦活佛驻锡于自己的寺院那鲁班禅寺。由此开始，历世迪鲁瓦活佛常年驻锡外蒙古那鲁班禅寺。
蒙古文文献记载，第三世迪鲁瓦活佛于清朝咸丰六年（1856年）圆寂，享年116岁。